# 제10대 판첸 라마

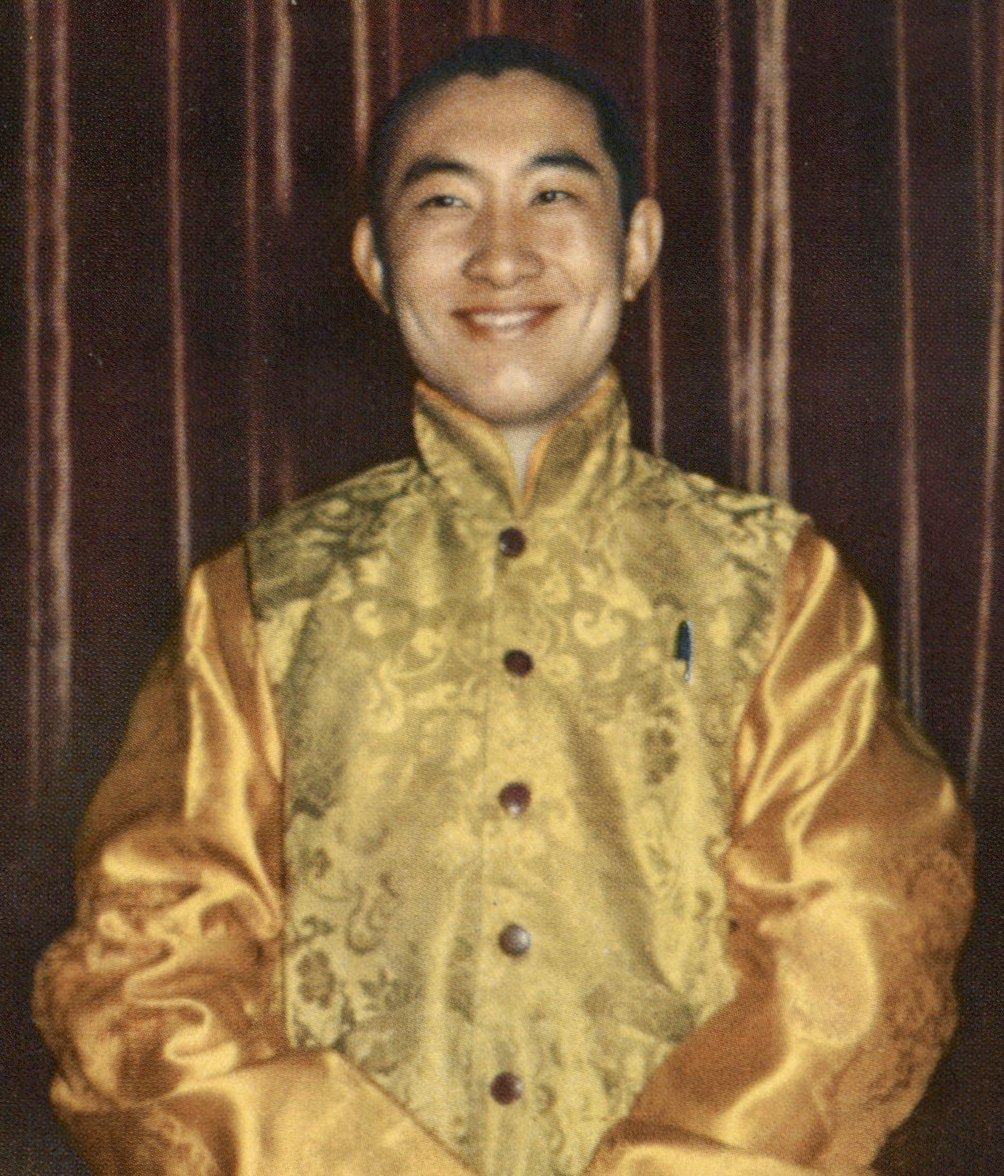
1955년 모습

초에키 게르첸(중국어: 確吉堅贊, 1938년 2월 19일~1989년 1월 28일)은 제10대 판첸 라마이다.

## 같이 보기
- 판첸 라마